# Dissonanza cognitiva
La dissonanza cognitiva è una teoria della psicologia sociale introdotta da Leon Festinger nel 1957 per descrivere la situazione di complessa elaborazione cognitiva in cui credenze, nozioni, opinioni esplicitate contemporaneamente nel soggetto in relazione a un tema si trovano in contrasto funzionale tra loro; esempi ne sono la "dissonanza per incoerenza logica", la dissonanza con le tendenze del comportamento passato, la dissonanza relativa all'ambiente con cui l'individuo si trova a interagire (dissonanza per costumi culturali).

## Descrizione
Un individuo che attivi idee, o comportamenti, tra loro coerenti, si trova in una situazione emotiva soddisfacente (consonanza cognitiva); al contrario, si verrà a trovare in difficoltà discriminatoria ed elaborativa se le due rappresentazioni sono tra loro contrapposte o divergenti.
Questa incoerenza è quella che produce, appunto, una dissonanza cognitiva, che l'individuo cerca automaticamente di eliminare o ridurre a causa del marcato disagio psicologico che essa comporta (ad esempio riduzione dell'autostima); questo può portare all'attivazione di vari processi elaborativi, che permettono di compensare la dissonanza (e ripristinare l'autostima).
Un'applicazione esemplificativa di tali processi si può avere, ad esempio, quando un soggetto che disprezza esplicitamente i ladri si trova a comprare un oggetto a un prezzo troppo esiguo per non intuirne la provenienza illecita.
Per ridurre questa contraddizione, secondo Festinger, lo stesso individuo potrà, ad esempio, smettere di disprezzare i ladri (modificando quindi l'atteggiamento), oppure rifiutarsi di acquistare l'oggetto proposto (modificando quindi il comportamento).

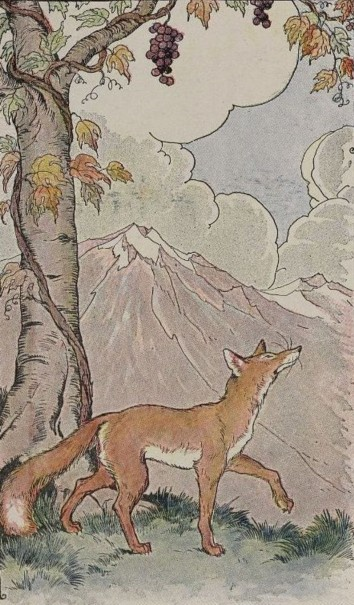
La volpe e l'uva

Generalizzando, la dissonanza cognitiva può essere ridotta in tre modi:
1. producendo un cambiamento nell'ambiente;
2. modificando il proprio comportamento;
3. modificando il proprio mondo cognitivo (ovvero il sistema delle proprie rappresentazioni cognitive e delle loro relazioni funzionali interne).

## Esempi
Un esempio di dissonanza cognitiva è rappresentato nel celebre racconto La volpe e l'uva, tratto dalle Favole di Esopo, in cui la dissonanza fra il desiderio dell'uva e l'incapacità di arrivarvi conduce la volpe a elaborare la conclusione che "l'uva è acerba".

### Tecniche di neutralizzazione
In contesti di devianza, per risolvere (o almeno attenuare) il disagio provocato dal conflitto delle proprie azioni con le regole morali e con la morale sociale, è tipico il ricorso del soggetto alle cosiddette tecniche di neutralizzazione, espedienti di varia natura, tutti tendenti a escludere o affievolire la responsabilità morale individuale, negandone o attenuandone l'illiceità attraverso una ridefinizione del senso del proprio agire. Ad esempio, la posizione dell'accusato può essere "alleggerita" attribuendo alla vittima in tutto o in parte la responsabilità di quanto accaduto (colpevolizzazione della vittima), oppure sminuendo la portata della trasgressione attraverso una ridefinizione eufemistica del senso delle azioni compiute.